# Museo zoológico de Estrasburgo
El Museo Zoológico de Estrasburgo presenta colecciones de zoología que pertenecen a la ciudad de Estrasburgo. Gestionado durante mucho tiempo por personal universitario, hoy forma parte integrante de la red de los museos municipales. Está ubicado en el Boulevard de la Victoire, cerca del campus histórico de la Universidad de Estrasburgo.

## Historia
El museo nació de la compra en 1804, por parte de la ciudad, de las colecciones de historia natural de Jean Hermann (1738-1800), médico y naturalista local. Estas colecciones fueron exhibidas por primera vez en el piso de Hermann, antes de ser trasladadas en 1818 en el edificio del Gran Séminario, detrás de la catedral, y luego en el barrio de la Krutenau. A la misma época  se confió su mantenimiento a la Academia de Estrasburgo (universidad) para abrir un museo de historia natural.
Con la guerra franco-prusiana, Estrasburgo se convirtió en la capital del Reichsland de Alsacia-Lorena. En 1872, la Universidad fue refundada sobre el modelo disciplinario ya implementado por Wilhelm von Humboldt en Berlín. Se le confió la gestión de las colecciones científicas, que se distribuyeron entre las distintas facultades (zoología, botánica, paleontología, geología, mineralogía). Sólo las colecciones de zoología seguirán siendo propiedad de la ciudad, que cedió el resto a la Universidad. En 1893, el museo zoológico abrió sus puertas en el nuevo edificio del Instituto de Zoología.

## Renovación
El museo cerró sus puertas el 22 de septiembre de 2019 al final de las Jornadas Europeas del Patrimonio. Estaban previstos tres años para renovar el edificio, cuya reapertura ya está anunciada para 2025. El costo de la obra asciende a 13 millones de euros.
La Universidad, propietaria del edificio, realiza la renovación del museo en colaboración con el Ayuntamiento de Estrasburgo. La obra permite que el edificio cumpla con los estándares actuales de aislamiento, seguridad y accesibilidad. El proyecto insiste en resaltar la identidad histórica del lugar y remodelar la repartición de los espacios interiores.
El nuevo museo incluirá 2.000 metros cuadrados de exposiciones, y 800 metros cuadrados dedicados a la acogida del público. El nuevo recorrido de visita se distribuirá en tres niveles e incluirá exposiciones permanentes, semipermanentes y temporales, con un focus sobre ecosistemas locales y globales (la bahía de Sagami, el Rin...).
Desde octubre de 2020, las colecciones están conservadas en el Centro de estudio y conservación de los museos de la ciudad de Estrasburgo. Se reinstalarán en el museo al fin de las obras de renovación del edificio.

## Colecciones
El museo conserva y presenta ricas colecciones de aves, mamíferos, invertebrados marinos e insectos . Su historia, que tiene sus orígenes en el gabinete de historia natural de Jean Hermann, demuestra la evolución de los conocimientos y de las colecciones naturalistas a lo largo del tiempo.
La proximidad física e intelectual entre el museo y los científicos de la universidad constituyó un medio importante para incrementar las colecciones. Las relaciones entre los sucesivos directores permitieron al museo obtener especímenes enviados por el Museo Nacional de Historia Natural de París, así como los recolectados durante las principales expediciones alemanas de los años 1890-1900.
La mayoría de las colecciones actuales del museo datan del siglo XIX, a pesar de las pérdidas relacionadas con los bombardeos de la Segunda Guerra Mundial. Incluyen taxidermias, preparaciones osteológicas y especímenes secos o conservados en fluidos.
Estas colecciones se complementan con libros antiguos y modelos educativos. Entre ellos, los modelos de papel maché del doctor Louis Auzoux, pero sobre todo los de vidrio realizados por los hermanos Blaschka. Estas 58 representaciones de organismos marinos constituyen una colección única en Francia.
El museo conserva numerosos tipos, así como valiosos ejemplares, que pertenecen a especies raramente observadas como el celacanto, o ya extintas, como el alca grande, el tilacino o la paloma migratoria americana.

### las colecciones
Las colecciones del museo forman un conjunto de aproximadamente 1 200 000 especímenes. :
- 900 000 insectos
- 200 000 moluscos
- 18 000 aves
- 10 000 mamíferos
- 5 000 reptiles y anfibios

Desde 2013 el museo publica sus datos en el GBIF.

## Acceso
A este lugar llegan las líneas C, E y F del tranvía de Estrasburgo, en la parada : Universidad.

## Galería
1. ↑  «Histoire d'un réseau de musées exceptionnel». musees.strasbourg.eu. Consultado el 10 de abril de 2021.
2. ↑  Impr. Loire offsetplus), Marie-Dominique (impr. 2008). Histoires naturelles : les collections du Musée zoologique de la ville de Strasbourg. Éd. des Musées de Strasbourg. ISBN 978-2-35125-054-9. OCLC 470918909. Consultado el 26 de noviembre de 2022.
3. ↑  «Strasbourg. Le Musée zoologique s'amuse avant les grands travaux». dna.fr (en francés). Consultado el 6 de marzo de 2021.
4. ↑  «Trois ans de travaux pour le musée zoologique de Strasbourg». Le Moniteur (en francés). 17 de noviembre de 2020. Consultado el 6 de marzo de 2021.
5. ↑  Boisserin, Mathilde (29 de agosto de 2022). - 2022 -des-museums-en-mouvement/ «1980 – 2022 : des muséums en mouvement». Amcsti (en fr-FR). Consultado el 4 de septiembre de 2022.
6. ↑  «13 millions - Le montant des travaux au Musée zoologique de Strasbourg». Le Quotidien de l'Art (en francés). Consultado el 4 de septiembre de 2022.
7. ↑  «Strasbourg. L’impressionnante collection d’animaux du Musée zoologique patiente à la Coop». www.dna.fr (en fR-fr). Consultado el 4 de septiembre de 2022.
8. ↑  «Aux petits soins des collections du Musée zoologique de Strasbourg» (en fr-FR). Consultado el 4 de septiembre de 2022.
9. ↑  «Musée Zoologique de la Ville de Strasbourg». gbif.org (en francés). Consultado el 10 de abril de 2021.

- Marie Meister, “Las colecciones fluidas del Museo Zoológico de Estrasburgo”, en “Mundos flotantes”, catálogo de la exposición de Stéphane Belzère en el MAMCS. Edición de los Museos de Estrasburgo, 2022, p. 61-64.
- “Operación celacanto : movimiento de alto riesgo de un pez tótem" Archivado el 28 de mayo de 2023 en Wayback Machine. . L'Actu, la revista electrónica interna de la Universidad de Estrasburgo. N° 215 | edición del 8 de octubre de 2021.
- Marie Meister, Elisabeth Ludes-Fraulob, Paul Koenig, David Carita, Marie-Dominique Wandhammer, “ La colección de aves del Museo de Zoología de Estrasburgo », en Alauda, 2019, HS n° 87, p. 111-126.
- Marie Meister, Carlos Alberto Martínez-Muñoz, « La colección de Myriapoda en el "Museo Zoológico de Estrasburgo" ". Conferencia : 18º Congreso Internacional de Miriapodología, 2019, DOI:10.13140/RG.2.2.21649.99682.
- Henry Callot y Marie Meister, “ Reorganización e inventario de las colecciones de Coleoptera y Lepidoptera del Museo Zoológico de la Universidad y de la Ciudad de Estrasburgo » , en L'Entomologiste, volumen 74, 2018, n° 2, p. 81-96.
- Marie-Dominique Wandhammer, “ Historias de colección a lo largo del tiempo. », en Joëlle Pijaudier-Cabot, Roland Recht, Laboratoire d'Europe, Estrasburgo 1880-1930, Éditions des musées de Strasbourg, 2017, p. 270-289
- Rose-Marie Arbogast, “ La osteoteca del Museo Zoológico de Estrasburgo », en Boletín de la Asociación Filomática de Alsacia y Lorena. Vuelo. 45 (2012/2013) pág. 7-40
- María Maestro, “ Especímenes de animales extintos en el Museo Zoológico de Estrasburgo », en Boletín de la Asociación Filomática de Alsacia y Lorena. Vuelo. 44 (2010/2011) págs. 79-84.
- Marie-Dominique Wandhammer, “ Las colecciones del Museo Zoológico de Estrasburgo », en Marie Cornu, Catherine Cuenca y Jérôme Fromageau, Las colecciones científicas, de la herramienta de conocimiento al objeto patrimonial. Aspectos jurídicos y prácticas profesionales e institucionales, L'Harmattan, 2010, p. 83-91ISBN 9782296266889
- Marie-Dominique Wandhammer y Joëlle Pijaudier-Cabot, Historias naturales : Las colecciones del museo zoológico de la ciudad de Estrasburgo, Éditions des musées de Strasbourg, 2008, 108 p.ISBN 9782351250549
- Agnès Galico y Christine Laemmel, toco, ya ves, descubrimos animales » : evaluación de una exposición multisensorial para niños videntes y ciegos, Museo Zoológico de la ciudad de Estrasburgo y Universidad Louis Pasteur, 2003, 72 p.ISBN 2-908980-14-2
- Marie-Dominique Wandhammer, “ El papel de los museos zoológicos », en La naturaleza como patrimonio : de la conciencia a la acción, Consejo de Europa, 2002, p. 23-25ISBN 9789287148322
- Paul Koenig, Catálogo de la colección de aves del Museo Zoológico de Estrasburgo. anseriformes : Cisnes, gansos y patos, Museo Zoológico, Estrasburgo, 1994, 115 p.
- Las ciencias en Alsacia, 1538-1988, Oberlin, Estrasburgo, 1989, 330 p.ISBN 2-85369-078-4
- Luis Bounoure, “ Una breve historia del Museo Zoológico de Estrasburgo », en Boletín de la Sociedad Académica del Bajo Rin, t. LXXH-LXXTV, 1950-1952, p. 84-87 .
- François Gouin, Museo Zoológico de Estrasburgo. Folleto guía de colecciones, 1 folleto : Introducción general a los mamíferos. Los mamíferos de Alsacia, H. Huber, 1950, 30 p.
- Paul de Beauchamp, Los grandes museos provinciales de historia natural. El museo zoológico de la universidad y de la ciudad de Estrasburgo, La Terre et la Vie, París, 1933.

- Datos: Q220280
- Multimedia: Musée zoologique de Strasbourg / Q220280